# 臺灣深水䲗
臺灣深水䲗（学名：Bathycallionymus formosanus），又名臺灣深水（同，拼音：xū）、老鼠、狗圻，为鼠䲗科深水䲗屬下的一个种。
其种加词“formosanus”意为“台湾的”。